# تجمع بطحيت (الريدة)

تعديل مصدري - تعديل

تجمع بطحيت هي إحدى قرى عزلة الريدة وقصيعر بمديرية الريدة وقصيعر التابعة لمحافظة حضرموت، بلغ تعداد سكانها 68 نسمة حسب تعداد اليمن لعام 2004.